# Fosfotyrosinbindande domän
Fosfotyrosinbindande domäner är proteinsekvenser som möjliggör inbindning till fosforylerade tyrosinrester samt N-terminala aminosyror. Det är en form av domän som uttrycks bland annat på proteiner i signaltransduktionskedjor av olika slag, och behövs för att binda samman olika proteiner och enzymer.